# Каджол
Каджол Девган (маратхи काजोल देवगन, англ. Kajol Devgan, в девичестве Мукерджи, более известная под мононимом Каджол; род. 5 августа 1974 года, Бомбей) — индийская актриса, снимающаяся в фильмах на хинди. Каджол и её тётя Нутан Бехл (1936—1991) делили между собой «чемпионство» по количеству Filmfare Award за лучшую женскую роль (по 5 побед). С 2007 года самой титулованной индийской актрисой является её кузина Рани Мукхерджи (7 побед).
Активно участвует в социальной жизни. Является послом Loomba Trust — благотворительной организации, находящейся в Великобритании и поддерживающей вдов и их детей по всему миру.

## Биография
Каджол родилась в Бомбее в семье маратхи-бенгальского происхождения. Родители Каджол разошлись, когда она была ещё ребёнком. Однако сама актриса утверждает, что не чувствовала будто живёт в неполной семье.
Её мать Тануджа (в девичестве Самарт) была актрисой, а отец — Шому Мукхерджи — кинопродюсером и режиссёром. Семья Каджол была тесно связана с миром кино. Каджол — актриса в четвёртом поколении: помимо матери, актрисами были её тетя Нутан и бабушка Шобхна, и даже прабабушка один раз сыграла в кино. Среди других её родственников снимались сестра Таниша, братья её отца Джой и Деб, кузен Мохниш Бехл и троюродная сестра Рани Мукерджи.
Каджол проходила обучение в школе-интернате при монастыре святого Иосифа в Панчгани, но оставила школу в 16 лет после съёмок в своём первом фильме.
На съёмках фильма «Семья и закон» она познакомилась с Аджаем Девганом. Молодые люди встречались в течение четырёх лет, прежде чем пожениться 24 февраля 1999 года. 20 апреля 2003 года у пары родилась дочь Ниса, после чего Каджол сделала пятилетний перерыв в своей актёрской карьере. 13 сентября 2010 года у Каджол и Аджая Девгана родился сын Юг.

## Карьера
Каджол заметили сразу после её первой роли в фильме «Настоящая любовь». Но настоящий успех пришёл после фильма «Непохищенная невеста» с Шахрух Ханом. Вместе они составили прекрасный дуэт, снявшись в 11 фильмах, и получив звание одной из красивых пар в индийском кино. Каджол — первая индийская актриса, которая получила награду за лучшую отрицательную роль в фильме Раджива Рая «Скрытая истина». В 2006 году вышел в свет фильм Кунала Кохли «Слепая любовь» с Аамиром Ханом. Каджол блестяще сыграла слепую девушку Зуни и с триумфом вернулась в кино после 5-летнего перерыва. В 2008 году снялась в фильме своего мужа Аджая Девгана «Ты, я и мы». Далее впервые за семь лет она вновь появилась на экранах вместе с Шахрук Ханом в новом фильме Карана Джохара «Меня зовут Кхан». Затем последовал «Мы семья» — адаптация голливудского фильма «Мачеха».
В 2005 году, выиграв вместе с мужем 1 миллион рупий в телевикторине Kaun Banega Crorepati, пожертвовала деньги на благотворительность (борьбу с раком). Каджол принимает активное участие в съёмках различных телешоу. Она несколько раз была гостем в передаче Карана Джохара «Кофе с Караном». В 2008 году вместе с мужем и мамой была в жюри Rok-n-Roll Family.

## Фильмография
| Год  |    | Русское название             | Оригинальное название         | Роль                  |
| ---- | -- | ---------------------------- | ----------------------------- | --------------------- |
| 1992 | ф  | Настоящая любовь             | Bekhudi                       | Радхика               |
| 1993 | ф  | Игра со смертью              | Baazigar                      | Прия                  |
| 1994 | ф  | С любовью не шутят           | Yeh Dillagi                   | Сапна                 |
| 1994 | ф  | Долг жизни                   | Udhaar Ki Zindagi             | Сита                  |
| 1995 | ф  | Чудодейственный медальон     | Taaqat                        | Кавита                |
| 1995 | ф  | Семья и закон                | Hulchul                       | Шармили               |
| 1995 | ф  | Подставленный                | Gundaraj                      | Рита                  |
| 1995 | ф  | Непохищенная невеста         | Dilwale Dulhania Le Jayenge   | Симран Сингх          |
| 1995 | ф  | Каран и Арджун               | Karan Arjun                   | Сония                 |
| 1996 | ф  | Провинциал                   | Bambai Ka Babu                | Неха                  |
| 1997 | ф  | Мечты                        | Minsaara Kanavu               | Прия                  |
| 1997 | ф  | Страсть                      | Ishq                          | Каджол                |
| 1997 | ф  | Вместе навсегда              | Hamesha                       | Решма/Рани Шарма      |
| 1997 | ф  | Скрытая истина               | Gupt                          | Иша                   |
| 1998 | ф  | Не надо бояться любви        | Pyaar Kiya To Darna Kya       | Мускан                |
| 1998 | ф  | Маньяк                       | Dushman                       | Соня/Найна            |
| 1998 | ф  | Любовь должна была случиться | Pyaar To Hona Hi Tha          | Санжана               |
| 1998 | ф  | Всё в жизни бывает           | Kuch Kuch Hota Hai            | Анжели                |
| 1999 | ф  | Я живу в твоем сердце        | Hum Aapke Dil Main Rehte Hai  | Меха                  |
| 1999 | ф  | Вот и пришла любовь          | Hote Hote Pyaar Ho Gaya       | Пинки                 |
| 1999 | ф  | Как же быть сердцу           | Dil Kya Kare                  | Нандита               |
| 2000 | ф  | Дядя Раджу                   | Raju Chacha                   | Анна                  |
| 2001 | ф  | Двойняшки                    | Kuch Khatti Kuch Meethi       | Тина/Свити            |
| 2001 | ф  | И в печали, и в радости      | Kabhi Khushi Kabhie Gham      | Анжали                |
| 2003 | ф  | Наступит завтра или нет?     | Kal Ho Naa Ho                 | Приглашённая звезда   |
| 2006 | ф  | Слепая любовь                | Fanaa                         | Зуни                  |
| 2006 | ф  | Никогда не говори «Прощай»   | Kabhi Alvida Naa Kehna        | Приглашённая звезда   |
| 2007 | ф  | Когда одной жизни мало       | Om Shanti Om                  | Приглашённая звезда   |
| 2008 | ф  | Эту пару создал Бог          | Rab Ne Bana Di Jodi           | Приглашённая звезда   |
| 2008 | ф  | Ты, я и мы                   | U Me Aur Hum                  | Пия                   |
| 2010 | ф  | Меня зовут Кхан              | My name is Khan               | Мандира               |
| 2010 | ф  | Я люблю тебя, мамочка!       | We Are Family                 | Майя                  |
| 2010 | ф  | Супергерой Тунпура           | Toonpur Ka Superhero          | Прия                  |
| 2011 | мф |                              | Koochie Koochie Hota Hai      | Angie (озвучка)       |
| 2012 | ф  | Студент года                 | Student of the year           | Приглашённая звезда   |
| 2015 | ф  | Влюбленные                   | Dilwale                       | Мира                  |
| 2017 | ф  |                              | Velaiilla Pattadhari 2 (там.) | Васундхара Парамешвар |

## Награды
Обладательница 6 премий Filmfare Awards, из них 5 за лучшую женскую роль (всего была номинирована 10 раз) и 1 за лучшую отрицательную роль в фильмах:
- Непохищенная невеста (1996)
- Всё в жизни бывает (1999)
- И в печали, и в радости (2002)
- Слепая любовь (2007)
- Меня зовут Кхан (2011)

Является рекордсменкой по числу номинаций (всего 9) на Screen Award за лучшую женскую роль, но получила награду только 2 раза: в 1999 за роль в фильме «Маньяк» и в 2001 за роль в «И в печали, и в радости».
26 ноября 2008 получила награду Karmaveer Puraskaar за вклад в области социального развития.
В 2011 году за вклад в индийский кинематограф получила правительственную награду Падма Шри.